# Diplomatică
Diplomatica este știința specială a istoriei care studiază apariția, forma și tradiția grafică a actelor scrise. Folosind metode proprii de investigare a actelor și înscrisurilor, umărind modalitățile de elaborare și cu ajutorul criticii diplomatice, diplomatica analizează conținutul actelor, verifică conținutul lor și scoate în evidență elemente care pot ajuta cercetarea istorică.
Astfel un act medieval conține mai multe elemente ce compun formularul diplomatic. Acest formular este compus dintr-o parte convențională denumită protocol inițial și final și alta caracteristică, ce individualizeză documentul, numită text (sau context) și reprezintă conținutul actului propriu zis. În general formularul diplomatic al unui act arată conform schemei:
```
                         |-> simbolică
         |──> invocație -|
         |               └─> verbală
         |
         ├──> intitulație
Protocol |
inițial  ├──> inscripție (adresă)
         |
         ├──> salutație
         |
         └──> arengă
                   
            |──> promulgație (notificație, publicație)
            |
            ├──> intervenție (petiție)
Textul      |
(contextul) ├──> narație (expunere)
            |
            ├──> dispoziție
            |
            |               |-> materială
            ├──> 
sancțiune
 -|     și (sau)
            |   (pedeapsa)  └─> spirituală
            |
            └──> coroborația

             |──> data
Protocolul   |
final        ├──> aprecația
(eschatocol) |   
             |                         |-> subsrierile
             └──> semnele de validare -|
                                       ├──> martorii
                                       |
                                       └──> pecetea
```

Acest formular complet se regăsește numai în actele solemne, înscrisurile de mai mică importanță conținând numai câteva elemente esențiale. Fiecare cancelarie are propriile reguli de formatare a documentului ce țin cont de specificul emitentului, de perioada de emitere precum și de natura sa diplomatică și juridică.
Pe lângă aceste elemente principale ce compun formularul unui act mai sunt și alte elemente ce pot fi cuprinse în diversele părți ale actului dar nu sunt obligatorii în redactarea acestuia nici măcar în forma solemnă (formula de smerenie, formula devoțiunii și altele).

## Întrebuințări
Diplomatica este o știință auxiliară foarte importantă pentru istorici, aceasta fiind cea care îi ajută să determine dacă un izvor istoric este veritabil sau fals. Acest fapt poate oferi indicii circumstanțiale care să ajute pe termen lung în procesul de cercetare istorică. Metodele diplomatice sunt folosite și în drept, pentru datarea veridicității unui document. 
Diplomatica poate ajuta în datarea anumitor documente fără o plasare temporală certă, pe baza evenimentelor prezentate în acestea.